# Otto Mügge
Johannes Otto Conrad Mügge (* 4. März 1858 in Hannover, Königreich Hannover; † 9. Juni 1932 in Göttingen) war ein deutscher Mineraloge.
Mügge besuchte das Realgymnasium in Hannover und studierte ab 1875 Mathematik, Mineralogie, Chemie und Botanik an der TH Hannover und an der Universität Göttingen, wo er 1880 sein Staatsexamen als Lehrer ablegte und 1879 bei Carl Klein in Mineralogie promoviert wurde (Kristallographische Untersuchung einiger organischer Verbindungen). 1879 wurde er Assistent von Harry Rosenbusch in Heidelberg, 1882 wurde er Kustos für Geologie und Mineralogie am Naturhistorischen Museum in Hamburg, 1886 außerordentlicher Professor in Münster und 1896 als Nachfolger von Theodor Liebisch ordentlicher Professor an der Universität Königsberg. 1903/04 war er dort Dekan der Philosophischen Fakultät. 1908 wurde er Professor in Göttingen, wo er 1926 emeritiert wurde. 1909 wurde er zum ordentlichen Mitglied der Göttinger Akademie der Wissenschaften gewählt. Im Jahr 1925 wurde er zum Mitglied der Leopoldina gewählt.
Er lieferte bedeutende Arbeiten zur Kristallographie, über Kristallstrukturen (Zwillingsbildung, Verwachsung verschiedener Minerale) und die Gleitfähigkeit von Kristallflächen und mechanischer Deformation von Kristallen mit Anwendung auf Metallformung, Gebirgsbildung und das Fließen von Gletschern. Mügge erkannte die Translation als Ursache des plastischen Verhaltens von metallischen Kristallen. Er befasste sich auch (als einer der Ersten) mit der Bildung pleochroitischer Höfe in Mineralien durch Radioaktivität und regionaler Petrographie von Westfalen, Hessen und dem Harz, besonders von metamorphem Gestein.
Er war für die (fast völlig neu geschriebene) 5. Auflage von Mikroskopische Physiographie der Mineralien und Gesteine von Rosenbusch verantwortlich. Seit 1960 trägt Mügge Island seinen Namen, eine Insel in der Antarktis.